# Rosalía Peredo Aguilar
Rosalía Peredo Aguilar (Toluca, Estado de México; 4 de diciembre de 1951 - Teolocholco, Tlaxcala; 20 de junio de 2023 fue una política mexicana. Militó en organizaciones políticas de izquierda y ha sido diputada federal por el PRT y senadora por Tlaxcala por el PAN.

## Carrera política
Licenciada en Ciencias Políticas y Administración Pública, inició su carrera política militando en el entonces Partido Revolucionario de los Trabajadores, del cual fue miembro de su Comité Central y la llevó a ser electa diputada federal por ese partido a la LIII Legislatura de 1985 a 1988,donde participó en las comisiones de Agricultura, Reforma Agraria y Salud; durante ese mismo periodo fue Dirigente Nacional de la Unión General de Obreros y Campesinos de México (UGOCM). 
Formó parte de la dirigencia nacional de la Coordinadora Nacional "Plan de Ayala" (CNPA).
Posteriormente se afilió al Partido del Trabajo del cual también fue miembro de su Comisión Ejecutiva Nacional del PT y coordinadora de su Comisión Ejecutiva Estatal, desde 1994 hasta 2004; por segunda ocasión fue elegida diputada federal a la LVIII Legislatura,  donde formó parte de las Comisiones de Energía, Seguridad Social y de Desarrollo Social, y fue Vicecoordinadora del Grupo parlamentario del PT. 
En las elecciones estatales de 2004, promueve el apoyo del PT a la candidatura del ex-priista Héctor Ortiz Ortiz, quien obtiene un apretado triunfo en noviembre de dicho año y al asumir la gubernatura del Estado designa a Rosalía Peredo Directora del Fideicomiso para Fondo Macro para el Desarrollo Integral de Tlaxcala (FOMTLAX).
Dejó el PT y en 2006 cambió su militancia al PAN con ayuda del senador Santiago Creel con la posición  al Senado por Tlaxcala, la lograron ser electa por primera minoría, formado parte de la Comisión de Recursos Hidráulicos y de la SubComisión de Desastres Naturales.